# Никола Икономов
Никола Петков Икономов е български актьор, режисьор и драматург.

## Биография
Роден е на 26 февруари 1896 г. в Стара Загора. Участва в любителски театрални постановки на Гео Милев в Стара Загора. През 1918 г. посещава драматически курсове в Народния театър. Дебютира в ролята на Цар Асен в „Иванко“ от Васил Друмев. През 1921 – 1922 г. учи театрално изкуство във Виена. Играе в трупата на Георги Донев. Актьор е в Народния театър, Драматичните театри в Пловдив и Варна. Сред основателите е на Български художествен театър през 1925 – 1926 г. Работи в него като режисьор през 1936 – 1937 г. Директор и режисьор е на Варненския и Русенския драматични театри. Известно време е художествен ръководител на театър „Трудов фронт“. Автор е на осем театрални пиеси, сред които романтико-историческите „Хан Татар“ и „Калин Орелът“, която е екранизирана през 1950 г. по сценарий на Орлин Василев, битово-психологическите комедии „Бог да прости леля“ и  „Приятел в нужда се познава“;  историческата сага „Отвъд вековете“. Автор е и на драматизацията на романа на Крум Велков „Село Борово“. Почива на 17 февруари 1956 г. в София.
Личният му архив се съхранява във фонд 703К в Централен държавен архив. Той се състои от 335 архивни единици от периода 1881 – 1986 г.

## Роли
Никола Икономов играе множество роли, по-значимите са:
- Хамлет – „Хамлет“ от Уилям Шекспир
- Макдъф – „Макбет“ от Уилям Шекспир
- Филип – „Дон Карлос“ от Фридрих Шилер
- Андрей – „Три сестри“ от Антон Чехов
- Рогожин – „Идиот“ от Фьодор Достоевски
- Стахов – „В навечерието“ от Иван Тургенев
- Фердинанд – „Царска милост“ от Камен Зидаров
- Дончо – „Зидари“ от Петко Тодоров

## Книги
- „Хан Татар“ - драма в три действия, 1939
- „Война“ - драма в три действия, 1941
- „Село Борово“ - пиеса в осем картини, 1949
- „Хан Татар. Калин Орелът“, пиеси, 1966
- „Между изкуството и живота“, спомени, 1968

## Филмография
- Български орли (1941) – Полковник Илиев
- Ива Самодива (1943)